# Juegos del Pacífico 2019
Los Juegos del Pacífico 2019 fueron la XVI (16.º) edición del máximo torneo multideportivo de Oceanía y se disputaron en Apia, Samoa, en la que fue la tercera vez que la ciudad organice los juegos habiéndolo hecho ya en 1983 y 2007. Estaban estipulados originalmente para ser llevados a cabo en Nukualofa, Tonga; pero el país desistió de la organización por razones económicas.
Reunido en Wallis y Futuna, el Comité de los Juegos del Pacífico había escogido a Tonga por sobre la candidatura de la Polinesia Francesa, que participa bajo el nombre de Tahití desde la edición 1995, y que ya había organizado con anterioridad el certamen en 1971 y 1995. Luego de que el país desistiera de la organización, se presentaron las candidaturas de Guam, Polinesia Francesa y Samoa, de las cuales fue escogida esta última.

## Antecedentes

### Elección de la sede
Solo dos candidaturas habían sido presentadas para albergar los Juegos 2019, Nukualofa, capital de Tonga; y Papeete, capital de la Polinesia Francesa, que recibió el evento en 1971 y 1995. Tonga había basado principalmente su candidatura en el hecho de que nunca albergó el evento y que los demás países que lo han hecho los recibieron en dos o más ocasiones. Además, el primer ministro Sialeʻataongo Tuʻivakanō se había referido a la transición a la democracia que estaba teniendo lugar en el país luego de las elecciones generales de 2010, y que el recibir los Juegos sería una manera de «apoyar la democracia en Oceanía». La presencia de varios recintos deportivos y la organización de eventos de fútbol, boxeo, tenis, voleibol y su alternativa de playa fueron puntos que también habían estado presentes en la presentación tongana.
Por su parte, la Polinesia Francesa se había remitido a su organización en torneos internacionales pasados, resaltando sobre todo la Copa Mundial de Fútbol Playa FIFA 2013, que el recibir el evento «intensificaría la práctica del deporte y aumentaría el nivel de miles de jóvenes francopolinesios» y que «ayudaría a la inserción del país» resaltando los valores de un «alma Polinesia» dentro de la región del Pacífico.
El 19 de octubre de 2012 el Comité de los Juegos del Pacífico se reunió en Wallis y Futuna y escogió a Nukualofa como sede de los Juegos del Pacífico 2019 luego de que la capital tongana venciera 16 a 6 a Papeete en la votación. Sin embargo, en mayo de 2017 el gobierno tongano decidió declinar la organización debido a su incapacidad de hacer frente a los gastos económicos que esta requería.
Así, se presentó una nueva serie de candidaturas entre las cuales la Polinesia Francesa volvió a presentarse teniendo esta vez como rivales a Guam y Samoa. Por decisión unánime del comité, la capital samoana, Apia, fue seleccionada como sede de los Juegos del Pacífico 2019.

## Participantes
Participaron 22 federaciones nacionales afiliadas al Comité de los Juegos del Pacífico más las federaciones de Australia y Nueva Zelanda.
| Lista de naciones participantes (cantidad de deportistas) | Lista de naciones participantes (cantidad de deportistas) | Lista de naciones participantes (cantidad de deportistas) |
| --- | --- | --------------------------------------------------------- |
| - Australia (AUS) (42) - Fiyi (FIJ) (-) - Guam (GUM) (150) - Islas Cook (COK) (-) - Islas Marianas del Norte (MNP) (-) - Islas Marshall (MHL) (-) - Islas Salomón (SOL) (-) - Kiribati (KIR) (-) - Micronesia (FSM) (-) - Nauru (NRU) (-) - Isla Norfolk (NFK) (-) - Niue (NIU) (-) | - Nueva Caledonia (NCL) (-) - Nueva Zelanda (NZL) (55) - Palaos (PLW) (-) - Papúa Nueva Guinea (PNG) (391) - Samoa (SAM) (-) - Samoa Americana (ASA) (-) - Tahití (TAH) (-) - Tonga (TGA) (-) - Tuvalu (TUV) (-) - Tokelau (TKL) (-) - Vanuatu (VAN) (-) - Wallis y Futuna (WLF) (-) |                                                           |

## Deportes
26 deportes estuvieron presentes en Apia 2019.
| - Atletismo - Baloncesto - Bádminton - Boxeo - Bowls - Críquet - Fútbol - Golf - Levantamiento de Potencia - Judo - Halterofilia - Natación - Netball | - Rugby League - Rugby 7 - Squash - Taekwondo - Tenis - Tenis de mesa - Tiro - Tiro con arco - Touch rugby - Triatlón - Vela - Voleibol - Voleibol de Playa |

## Medallero
|  | País anfitrión. |

| Núm.              | País                     | Oro | Plata | Bronce | Total |
| ----------------- | ------------------------ | --- | ----- | ------ | ----- |
| 1                 | Nueva Caledonia          | 76  | 55    | 51     | 182   |
| 2                 | Papúa Nueva Guinea       | 38  | 57    | 35     | 130   |
| 3                 | Samoa                    | 38  | 42    | 45     | 125   |
| 4                 | Polinesia Francesa       | 35  | 39    | 45     | 119   |
| 5                 | Fiyi                     | 35  | 38    | 43     | 116   |
| 6                 | Australia                | 33  | 9     | 14     | 56    |
| 7                 | Nauru                    | 12  | 6     | 16     | 34    |
| 8                 | Tonga                    | 9   | 5     | 14     | 28    |
| 9                 | Nueva Zelanda            | 8   | 10    | 6      | 24    |
| 10                | Vanuatu                  | 8   | 5     | 12     | 25    |
| 11                | Kiribati                 | 6   | 10    | 9      | 25    |
| 12                | Islas Cook               | 5   | 5     | 8      | 18    |
| 13                | Islas Salomón            | 4   | 13    | 19     | 36    |
| 14                | Guam                     | 3   | 10    | 6      | 19    |
| 15                | Wallis y Futuna          | 3   | 6     | 2      | 11    |
| 16                | Islas Marianas del Norte | 3   | 1     | 0      | 4     |
| 17                | Isla Norfolk             | 2   | 2     | 3      | 7     |
| 18                | Samoa Americana          | 1   | 5     | 7      | 13    |
| 19                | Niue                     | 1   | 1     | 2      | 4     |
| 20                | Tuvalu                   | 1   | 1     | 1      | 3     |
| 21                | Micronesia               | 1   | 0     | 0      | 1     |
| 22                | Islas Marshall           | 0   | 1     | 2      | 3     |
| 23                | Tokelau                  | 0   | 0     | 1      | 1     |
| Total (23 países) | Total (23 países)        | 322 | 321   | 341    | 984   |